# São Vicente Ferrer (Maranhão)
São Vicente Férrer is een gemeente in de Braziliaanse deelstaat Maranhão. De gemeente telt 20.463 inwoners (schatting 2009).
De gemeente grenst aan São João Batista, Cajapió, Olinda Nova do Maranhão en São Bento.